# Jamil Mufidzade
Jamil Miryusif oglu Mufidzade (en azerí: Cəmil Miryusif oğlu Müfidzadə; Ordubad, 24 de febrero de 1934 - Bakú, 20 de diciembre de 2019) fue un pintor de Azerbaiyán, galardonado con el título "Artista del pueblo de la República de Azerbaiyán" en 2002.

## Biografía
Jamil Mufidzade nació el 24 de febrero de 1934 en la ciudad de Ordubad. Entre 1948 y 1955 estudió en la Escuela Estatal de Arte de Azerbaiyán en nombre de Azim Azimzade. Posteriormente se graduó de la Escuela Secundaria de Arte de Kiev en Ucrania entre 1955 y 1956. También estudió en la facultad de gráfica de la Academia Estatal de Diseño y Arte de Járkov entre 1959 y 1962.
Jamil Mufidzade fue director del departamento gráfico de la Academia Estatal de Arte de Azerbaiyán.  Él fue autor del libro "Grabado".
Sus exposiciones individuales se organizaron en Polonia (1972), Azerbaiyán (1977, 1985, 1986, 1994, 2006, 2009), Rusia (1977), Irán (1992, 2003), Francia (1991) y Turquía (1998). Las obras de Jamil Mufidzadeh se conservan en el Museo Nacional de Arte de Azerbaiyán, la Galería Estatal de Arte de Azerbaiyán, el Museo Estatal de Arte Oriental, el Museo Gorki, el Museo Ludwig, el Museo de Bellas Artes Zanabazar, las colecciones privadas de Francia y otros países.
Jamil Mufidzade falleció el 20 de diciembre de 2019 en la ciudad de Bakú.

## Premios y títulos
- Artista de Honor de la RSS de Azerbaiyán (1988)[5]
- Artista del pueblo de la República de Azerbaiyán (2002)[6]